# Moussa Traoré
Moussa Traoré (25 de setembro de 1936 – 15 de setembro de 2020) foi um soldado e político do Mali. Como tenente, liderou golpe militar contra o presidente Modibo Keïta em 1968. Depois disso, atuou como chefe de Estado (por vários títulos) entre 1968 a 1979, e presidente do Mali de 1979 a 1991, quando foi derrubado por protestos populares e um golpe militar. Ele foi por duas vezes condenado à morte em 1990, mas acabou perdoado em ambas as ocasiões e libertado em 2002. Desde então, se retirou da vida política.
Morreu no dia 15 de setembro de 2020.